# Religia în Roma antică

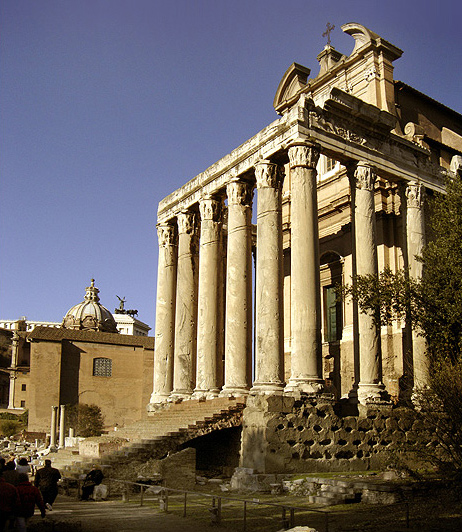
Fostul Templu al lui Antoninu și Faustina, Forumul roman, San Lorenzo in Miranda

Religia în Roma antică a cuprins credințe și practici religioase de cult pe care romanii le considerau indigene și caracteristice identității lor ca popor, precum și diferitele și numeroase culte ale altor popoare ajunse sub dominația romană. Romanii adorau nenumărate divinități care influențau fiecare aspect al lumii naturale și al relațiilor interumane. Întemeierea acestor culte a fost atribuită strămoșilor divini ai Romei, fondatorii și regii, dar și națiunilor cucerite și aliate. Templele lor reprezentau cele mai vizibile și sacre manifestări ale istoriei Romei și ale instituțiilor sale.